# Борки (Борковское сельское поселение, Бежецкий район)
Борки — деревня в Борковском сельском поселении Бежецкого района Тверской области.

## География
Расположена северо-восточнее деревень Морозово и Яблонное. Просёлочной дорогой соединена с автодорогой, на которой находятся указанные деревни.

## Население
| 2008 | 2010 |
| ---- | ---- |
| 7    | ↘1   |